# بطولة أمريكا الجنوبية تحت 17 سنة للسيدات
بطولة أمريكا الجنوبية تحت 17 سنة للسيدات هي مسابقة كرة قدم تعقد كل سنتين لمنتخبات أمريكا الجنوبية تحت 17 سنة حيث تخدم كمسابقة تأهيلية لكأس العالم للسيدات تحت 17 سنة.

## النتائج
| 2008 تفاصيل | تشيلي    | · كولومبيا | دور المجموعات | · البرازيل | · باراغواي | دور المجموعات | · الأرجنتين |
| 2010 تفاصيل | البرازيل | · البرازيل | 0-7           | · تشيلي    | · فنزويلا  | 0-1           | · باراغواي  |
| 2012 تفاصيل | بوليفيا  |            |               |            |            |               |             |

## أداء الدول المشاركة
| الفريق    | ألقاب    | الوصيف   | المركز الثالث | المركز الرابع |
| --------- | -------- | -------- | ------------- | ------------- |
| البرازيل  | 1 (2010) | 1 (2008) |               |               |
| كولومبيا  | 1 (2008) |          |               |               |
| تشيلي     |          | 1 (2010) |               |               |
| باراغواي  |          |          | 1 (2008)      | 1 (2010)      |
| فنزويلا   |          |          | 1 (2010)      |               |
| الأرجنتين |          |          |               | 1 (2008)      |